# Stereodon viridis
Stereodon viridis là một loài Rêu trong họ Hypnaceae. Loài này được (Hartm.) Lindb. mô tả khoa học đầu tiên năm 1872.